# Mastax pakistana
Mastax pakistana é uma espécie de carabídeo da tribo Brachinini, com distribuição restrita ao Paquistão.